# Oxymonacanthus longirostris

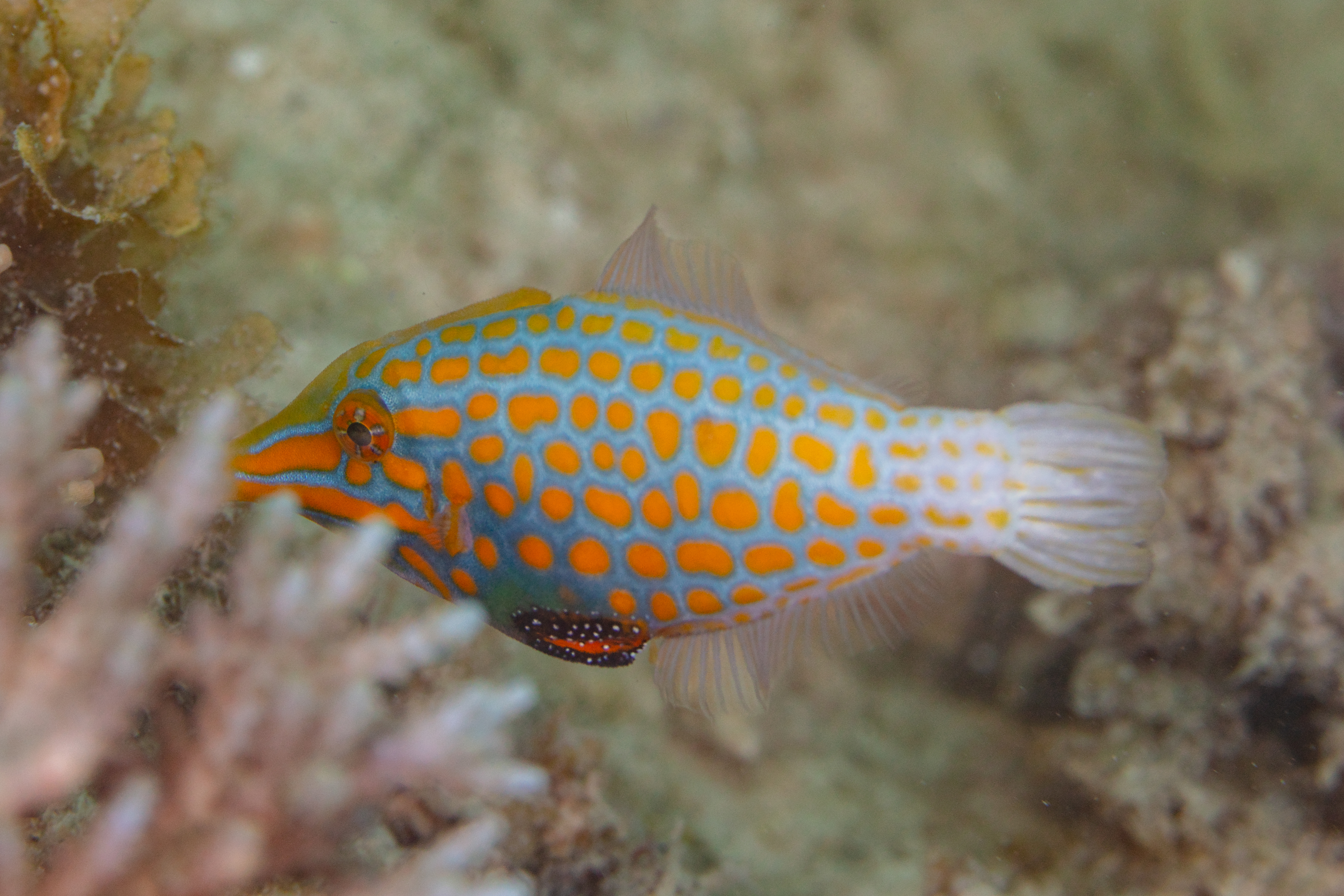
Ejemplar en Zanzíbar, (Tanzania).

El pez lija arlequín (Oxymonacanthus longirostris) es una especie de peces de la familia Monacanthidae del orden de los Tetraodontiformes que presenta la particularidad de ser el único vertebrado conocido hasta el momento que es capaz de camuflarse gracias a sustancias químicas que obtiene de su dieta rica en coral.

## Morfología
Pueden llegar alcanzar los 12 cm de longitud total.

## Reproducción
Es  monógamo.

## Alimentación
Sólo come Acropora. Adopta el olor del coral del cual se alimenta para ocultarse de los depredadores, lo cual es una forma de cripsis olfatoria.

## Hábitat
Es un pez de mar de clima tropical y asociado a los  arrecifes de coral que vive entre 4-30 m de profundidad.

## Distribución geográfica
Se encuentra desde el África Oriental hasta Maputo (Mozambique), Samoa, las Islas Ryukyu, el sur de la Gran Barrera de Coral, Nueva Caledonia y Tonga.

## Observaciones
Es inofensivo para los humanos.